# 在イギリスアメリカ合衆国大使
在イギリスアメリカ合衆国大使は、イギリスに派遣されたアメリカ合衆国の大使を差し、本項ではその他の在外公館の長についても記述する。
階級はアメリカ合衆国国務省によって付与される。現在の階級は「特命全権大使」である。このポストには伝統的に国務省の中でも高いランクの人物が選定され、後の大統領経験者も5名を輩出している（ジョン・アダムズ、ジェームズ・モンロー、ジョン・クインシー・アダムズ、マーティン・ヴァン・ビューレン、ジェームズ・ブキャナン）。大使はロンドンのリージェンツ・パーク敷地内にある大使公邸ウィンフィールド・ハウスに居住し、グローブナー・スクエアにある大使館で職務を執り行う。

## 歴代大使
| #  | 氏名                                             | 階級         | 任命           | 在任期間       | 在任期間       | 備考  |
| #  | 氏名                                             | 階級         | 任命           | 信任状奉呈     | 退任           | 備考  |
| -- | ------------------------------------------------ | ------------ | -------------- | -------------- | -------------- | ----- |
| 1  | ジョン・アダムズ                                 | 全権公使     | 1785年2月24日  | 1785年6月1日   | 1788年2月20日  |       |
| 2  | トマス・ピンクニー                               | 全権公使     | 1792年1月12日  | 1792年8月9日   | 1796年7月27日  |       |
| 3  | ルーファス・キング                               | 全権公使     | 1796年5月20日  | 1796年7月27日  | 1803年5月16日  |       |
| 4  | ジェームズ・モンロー                             | 全権公使     | 1803年4月18日  | 1803年8月17日  | 1807年10月7日  |       |
| 5  | ウィリアム・ピンクニー                           | 全権公使     | 1808年2月26日  | 1808年4月27日  | 1811年5月7日   |       |
| 6  | ジョナサン・ラッセル                             | 代理公使     | 1811年7月27日  | 1811年11月15日 | 1812年7月29日  |       |
| 7  | ジョン・クィンシー・アダムズ                     | 特命全権公使 | 1815年2月28日  | 1815年6月8日   | 1817年5月14日  |       |
| 8  | リチャード・ラッシュ                             | 特命全権公使 | 1817年         | 1818年2月12日  | 1825年4月27日  |       |
| 9  | ルーファス・キング                               | 特命全権公使 | 1825年5月5日   | 1825年11月11日 | 1826年6月23日  |       |
| 10 | アルバート・ギャラティン                         | 特命全権公使 | 1826年5月10日  | 1826年9月1日   | 1827年10月4日  |       |
| 11 | ジェイムズ・バーバー                             | 特命全権公使 | 1828年5月23日  | 1828年11月24日 | 1829年10月1日  |       |
| 12 | ルイス・マクレーン                               | 特命全権公使 | 1829年4月18日  | 1829年10月12日 | 1831年6月13日  |       |
| 13 | マーティン・ヴァン・ビューレン                   | 特命全権公使 | 1831年8月1日   | 1831年9月21日  | 1832年3月19日  |       |
| 14 | アーロン・ヴェイル                               | 代理公使     | 1832年7月13日  | 1832年4月4日   | 1836年7月13日  |       |
| 15 | アンドルー・スティーヴンスン                     | 特命全権公使 | 1836年3月16日  | 1836年7月13日  | 1841年10月21日 |       |
| 16 | エドワード・エヴァレット                         | 特命全権公使 | 1841年9月13日  | 1841年12月16日 | 1845年8月8日   |       |
| 17 | ルイス・マクレーン                               | 特命全権公使 | 1845年6月16日  | 1845年8月8日   | 1846年8月18日  |       |
| 18 | ジョージ・バンクロフト                           | 特命全権公使 | 1846年9月9日   | 1846年11月12日 | 1849年8月31日  |       |
| 19 | アボット・ローレンス                             | 特命全権公使 | 1849年8月20日  | 1849年10月20日 | 1852年10月12日 |       |
| 20 | ジョセフ・リード・インガーソル                   | 特命全権公使 | 1852年8月21日  | 1852年10月16日 | 1853年8月23日  |       |
| 21 | ジェームズ・ブキャナン                           | 特命全権公使 | 1853年4月11日  | 1853年8月23日  | 1856年3月15日  |       |
| 22 | ジョージ・ダラス                                 | 特命全権公使 | 1856年2月4日   | 1856年4月4日   | 1861年5月16日  |       |
| 23 | チャールズ・フランシス・アダムズ                 | 特命全権公使 | 1861年3月20日  | 1861年5月16日  | 1868年5月13日  |       |
|    | ジョージ・マクレラン                             | 特命全権公使 |                |                |                | [ 1 ] |
| 24 | リヴァーディ・ジョンスン                         | 特命全権公使 | 1868年6月12日  | 1868年9月14日  | 1869年5月13日  |       |
| 25 | ジョン・ロスロップ・モトリー                     | 特命全権公使 | 1869年4月13日  | 1869年6月18日  | 1870年12月6日  |       |
|    | フレデリック・セオドア・フリーリングハイゼン     | 特命全権公使 | 1870年7月15日  |                |                | [ 2 ] |
|    | オリヴァー・ハザード・ペリー・スロック・モートン | 特命全権公使 | 1870年9月23日  |                |                | [ 2 ] |
| 26 | ロバート・カミング・シェンク                     | 特命全権公使 | 1870年12月22日 | 1871年6月23日  | 1876年3月3日   |       |
|    | リチャード・ヘンリー・デイナ                     | 特命全権公使 |                |                |                | [ 1 ] |
| 27 | エドワーズ・ピアポント                           | 特命全権公使 | 1876年5月22日  | 1876年7月11日  | 1877年12月22日 |       |
| 28 | ジョン・ウェルシュ                               | 特命全権公使 | 1877年11月9日  | 1877年12月22日 | 1879年8月14日  |       |
| 29 | ジェイムズ・ラッセル・ローウェル                 | 特命全権公使 | 1880年1月26日  | 1880年3月11日  | 1885年5月19日  |       |
| 30 | エドワード・フェルプス                           | 特命全権公使 | 1885年3月23日  | 1885年3月19日  | 1889年1月31日  |       |
| 31 | ロバート・トッド・リンカーン                     | 特命全権公使 | 1889年3月30日  | 1889年5月25日  | 1893年5月4日   |       |
| 32 | トマス・ベイヤード                               | 特命全権大使 | 1893年3月30日  | 1893年6月22日  | 1897年3月17日  |       |
| 33 | ジョン・ヘイ                                     | 特命全権大使 | 1897年3月19日  | 1897年5月3日   | 1898年9月12日  |       |
| 34 | ジョーゼフ・チョート                             | 特命全権大使 | 1899年1月19日  | 1899年3月6日   | 1905年5月23日  |       |
| 35 | ホワイトロー・リード                             | 特命全権大使 | 1905年3月8日   | 1905年6月5日   | 1912年12月15日 |       |
| 36 | ウォルター・ハインズ・ペイジ                     | 特命全権大使 | 1913年4月21日  | 1913年5月30日  | 1918年10月3日  |       |
| 37 | ジョン・ウィリアム・デイヴィス                   | 特命全権大使 | 1918年11月21日 | 1918年12月18日 | 1921年3月9日   |       |
| 38 | ジョージ・ハーヴィー                             | 特命全権大使 | 1921年4月16日  | 1921年5月12日  | 1923年11月3日  |       |
| 39 | フランク・ケロッグ                               | 特命全権大使 | 1923年12月11日 | 1924年1月14日  | 1925年2月10日  |       |
| 40 | アランスン・ホートン                             | 特命全権大使 | 1925年2月24日  | 1925年4月27日  | 1929年3月28日  |       |
| 41 | チャールズ・ドーズ                               | 特命全権大使 | 1929年4月16日  | 1929年6月15日  | 1931年12月30日 |       |
| 42 | アンドルー・メロン                               | 特命全権大使 | 1932年2月5日   | 1932年4月9日   | 1933年3月17日  |       |
| 43 | ロバート・ワース・ビンガム                       | 特命全権大使 | 1933年3月23日  | 1933年5月23日  | 1937年11月19日 |       |
| 44 | ジョセフ・P・ケネディ                            | 特命全権大使 | 1938年1月17日  | 1938年3月8日   | 1940年10月22日 |       |
| 45 | ジョン・ワイナント                               | 特命全権大使 | 1941年2月11日  | 1941年3月1日   | 1946年4月10日  |       |
| 46 | ウィリアム・エイヴリル・ハリマン                 | 特命全権大使 | 1946年4月2日   | 1946年4月30日  | 1946年10月1日  |       |
|    | オリヴァー・マックス・ガードナー                 | 特命全権大使 | 1946年12月6日  |                |                | [ 3 ] |
| 47 | ルイス・ウィリアムズ・ダグラス                   | 特命全権大使 | 1947年3月6日   | 1947年3月25日  | 1950年11月16日 |       |
| 48 | ウォルター・ギフォード                           | 特命全権大使 | 1950年3月6日   |                |                | [ 4 ] |
| 48 | ウォルター・ギフォード                           | 特命全権大使 | 1950年12月12日 | 1950年12月21日 | 1953年1月23日  |       |
| 49 | ウィンスロップ・オールドリッチ                   | 特命全権大使 | 1953年2月2日   | 1953年2月20日  | 1957年2月1日   |       |
| 50 | ジョン・ヘイ・ホイットニー                       | 特命全権大使 | 1957年2月11日  | 1957年2月28日  | 1961年1月14日  |       |
| 51 | デイヴィッド・ブルース                           | 特命全権大使 | 1961年2月22日  | 1961年3月17日  | 1969年3月20日  |       |
| 52 | ウォルター・アネンバーグ                         | 特命全権大使 | 1969年3月14日  | 1969年4月29日  | 1974年10月30日 |       |
| 53 | エリオット・リチャードソン                       | 特命全権大使 | 1975年2月20日  | 1975年3月21日  | 1976年1月16日  |       |
| 54 | アン・ルジャンドル・アームストロング             | 特命全権大使 | 1976年1月29日  | 1976年3月17日  | 1977年3月3日   |       |
| 55 | キングマン・ブルースター                         | 特命全権大使 | 1977年4月29日  | 1977年6月3日   | 1981年2月23日  |       |
| 56 | ジョン・ルイス                                   | 特命全権大使 | 1981年5月7日   | 1981年5月27日  | 1983年11月7日  |       |
| 57 | チャールズ・プライス                             | 特命全権大使 | 1983年11月11日 | 1983年12月20日 | 1989年2月28日  |       |
| 58 | ヘンリー・カトー                                 | 特命全権大使 | 1989年4月14日  | 1989年5月17日  | 1991年3月13日  |       |
| 59 | レイモンド・ジョージ・ハーデンバーグ・ザイツ     | 特命全権大使 | 1991年4月25日  | 1991年6月25日  | 1994年5月10日  |       |
| 60 | ウィリアム・クロウ                               | 特命全権大使 | 1994年5月13日  | 1994年6月2日   | 1997年9月20日  |       |
| 61 | フィリップ・レイダー                             | 特命全権大使 | 1997年8月1日   | 1997年9月22日  | 2001年2月28日  |       |
| 62 | ウィリアム・ファリシュ                           | 特命全権大使 | 2001年7月11日  | 2001年8月1日   | 2004年6月11日  |       |
| 63 | ロバート・タトル                                 | 特命全権大使 | 2005年6月30日  | 2005年10月19日 | 2009年2月6日   |       |
| 64 | ルイス・ズースマン                               | 特命全権大使 | 2009年7月29日  | 2009年8月17日  | 2013年4月3日   |       |
| 65 | マシュー・バーズン                               | 特命全権大使 | 2013年8月6日   | 2013年12月4日  | 2017年1月18日  |       |
| 66 | ウッディ・ジョンソン                             | 特命全権大使 | 2017年1月19日  | 2017年11月8日  | 2021年1月20日  |       |
| 67 | ジェイン・ハートリー                             | 特命全権大使 | 2022年5月25日  | 2022年7月19日  | 2025年1月20日  |       |